# فیلدباس
فیلدباس(به انگلیسی: fieldbus) نام خانواده ای از شبکه‌های رایانه ای صنعتی است که برای کنترل توزیع شده بلادرنگ استفاده می‌شود..واژه فیلد باس از دو قسمت فیلد و باس تشکیل شده است.فیلد در دنیای صنعت به یک محدوده جغرافیایی یا مفهومی گفته می‌شود که شامل سطوح مختلف فرایندی است.واژه باس که در علوم داده کابرد دارد. به مجموعه ای از خطوط کلی گفته می‌شود که به صورت الکتریکی یا نوری واحد های مختلف کارخانه را به منظور انتقال اطلاعات بین آنها به هم مربوط می کند.
همچنین فیلدباس تحت استاندارد کمیسیون بین‌المللی الکتروتکنیک می باشد.

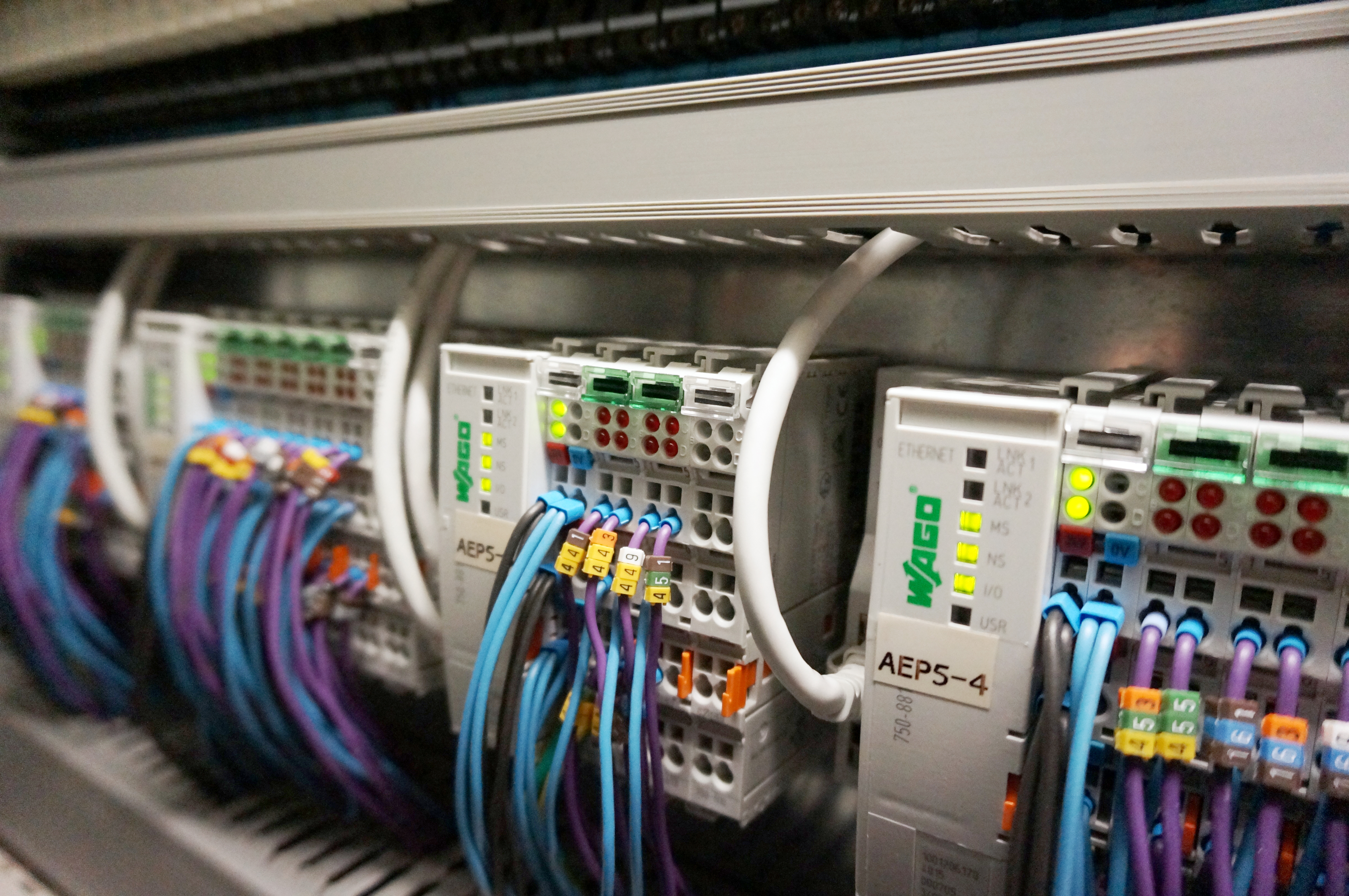
PLC برای یک سیستم نظارتی در صنعت داروسازی

یک سیستم صنعتی خودکار پیچیده معمولاً در سطوح سلسله مراتبی به عنوان یک سیستم کنترل توزیع شده (DCS) ساختار یافته است. در این سلسله مراتب سطوح بالایی برای مدیریت های تولید به سطح کنترل مستقیم کنترل کننده های منطقی برنامه پذیر (PLC) از طریق یک سیستم ارتباطی(به عنوان مثال اترنت) مرتبط هستند.

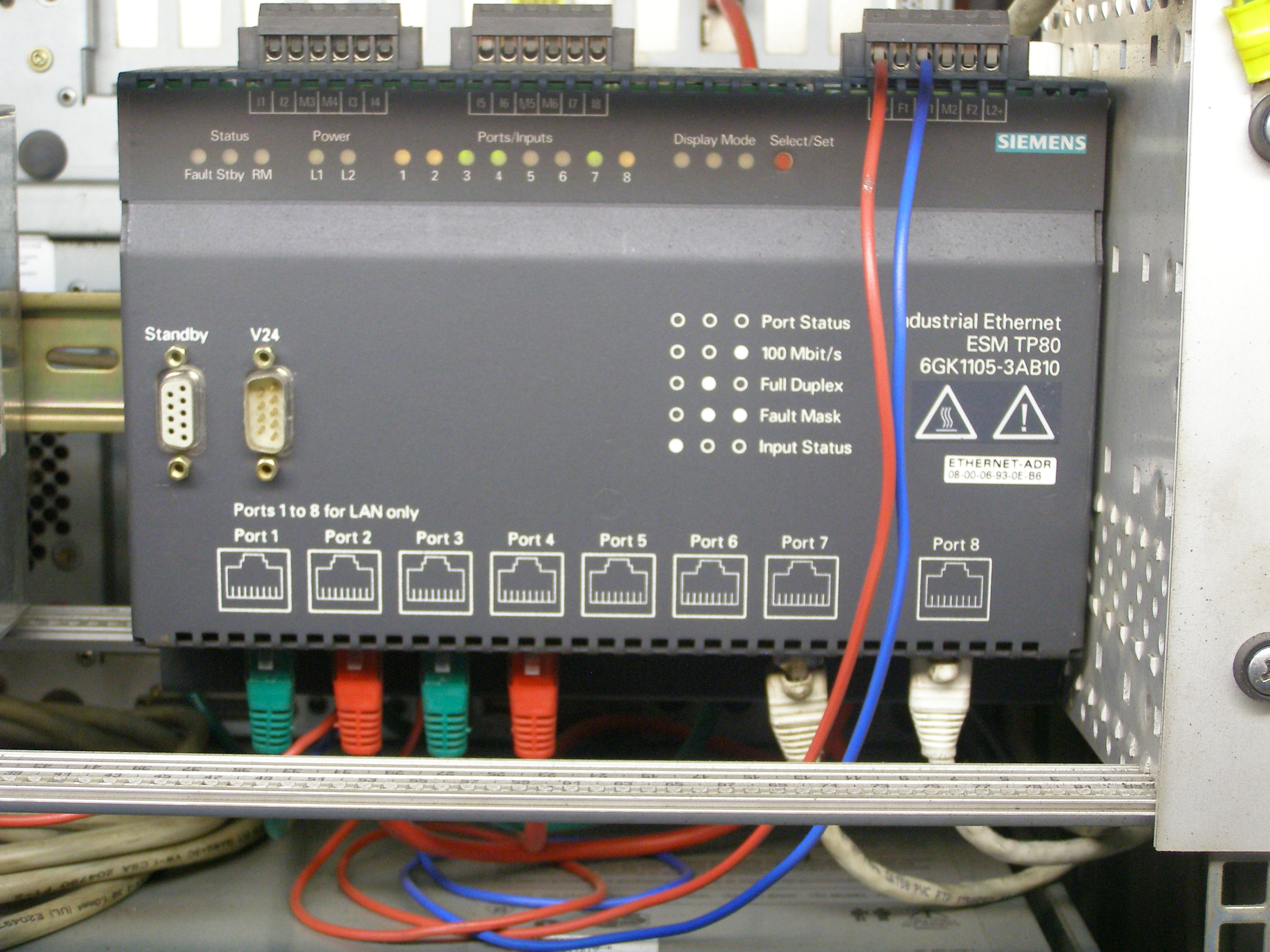
اترنت صنعتی

فیلدباس PLC های سطح کنترل مستقیم را به اجزای موجود در کارخانه  مانند سنسورها،محرک ها، موتورهای الکتریکی،کلید های قطع و وصل، شیرها و کنتاکتورها متصل می کند و اتصالات مستقیم را از طریق حلقه های جریان یا سیگنال های ورودی/خروجی دیجیتال جایگزین می کند.از هزاره جدید تعدادی فیلدباس مبتنی بر اترنت بلادرنگ ایجاد شده است. اینها پتانسیل این را دارند که جایگزین فیلدباس های سنتی  در دراز مدت شوند.
فیلدباس یک راه برای متصل کردن دستگاه‌ها در یک کارخانه تولیدی می‌باشد. فیلد باس روی یک ساختار شبکه کار می‌کند که نوعاً امکان استفاده از توپولوژی‌های مختلف شبکه مثل ستاره، حلقه، شاخه را می‌دهد.در گذشته رایانه ها با استفاد از  RS-232 متصل میشدند که با آن فقط دو وسیله میتوانستند با هم ارتباط بگیرند.فیلد باس معادل اتصالات شبکه محلی عمل می کند،که فقط یک نقطه اتصال در سطح کنترلر مورد نیاز است و اجازه ارتباط چندین نقطه آنالوگ و دیجیتال به صورت همزمان را میدهد.این کار هم طول و هم تعداد کابل های مورد نیاز را کاهش می دهد.
یک سیستم صنعتی خودکار پیچیده معمولاً در سطوح سلسله مراتبی به عنوان یک سیستم کنترل توزیع شده (DCS) ساختار یافته است. در این سلسله مراتب سطوح بالایی برای مدیریت های تولید به سطح کنترل مستقیم کنترل کننده های منطقی قابل برنامه ریزی (PLC) از طریق یک سیستم ارتباطی غیر بحرانی (به عنوان مثال اترنت) مرتبط هستند. فیلدباس PLC های سطح کنترل مستقیم را به اجزای موجود در کارخانه سطح میدان مانند سنسورها، محرک ها، موتورهای الکتریکی، چراغ های کنسول، سوئیچ ها، شیرها و کنتاکتورها متصل می کند و اتصالات مستقیم را از طریق حلقه های جریان یا I/O جایگزین می کند. بنابراین الزامات یک فیلدباس از نظر زمان بسیار مهم و حساس به هزینه هستند. از هزاره جدید تعدادی فیلدباس مبتنی بر اترنت ایجاد شده است. اینها پتانسیل جایگزینی فیلدباس های سنتی را در دراز مدت دارند.
فیلدباس بر روی ساختار شبکه ای کار می کند که به طور معمول توپولوژی های شبکه زنجیره ای، ستاره، حلقه، شاخه و درختی را امکان پذیر می کند. پیش از این، کامپیوترها با استفاده از RS-232 (اتصالات سریال) متصل می‌شدند که توسط آن تنها دو دستگاه می توانستند با هم ارتباط برقرار کنند. 
انواع مختلف فیلدباس شامل موارد زیر می‌شود:
- بیت باس
- مودباس
- پروفی باس
- اینترباس
- کن باس

## تاریخچه
پیش گامان  فیلدباس:
گذرگاه واسط همه منظوره (GPIB)
فناوری پیشرو فیلد باس HP-IB است همانطور که در IEEE 488 در سال 1975 توضیح داده شده است. این گذرگاه، گذرگاه واسط همه منظوره (GPIB) شناخته شد و به یک استاندارد واقعی برای کنترل ابزارهای خودکار و صنعتی تبدیل شد.
GPIB کاربرد اصلی خود را در اندازه گیری های خودکار با ابزارهایی از سازندگان مختلف دارد. اما این یک باس موازی با یک کابل و کانکتور با 24 سیم است و به حداکثر طول کابل 20 متر محدود می شود.
بیت باس:
قدیمی ترین فناوری باس میدانی که معمولاً مورد استفاده قرار می گیرد بیت باس است. بیت باس توسط شرکت اینتل برای افزایش استفاده از سیستم‌های Multibus در سیستم‌های صنعتی با جدا کردن عملکردهای آهسته ورودی/خروجی از دسترسی سریع‌تر به حافظه ایجاد شد. در سال 1983، اینتل میکروکنترلر 8044 بیت باس را با افزودن سیستم عامل فیلد باس به میکروکنترلر 8051 خود ایجاد کرد. بیت باس از EIA-485 در لایه فیزیکی با دو جفت پیچ خورده - یکی برای داده ها و دیگری برای ساعت و سیگنال ها استفاده می کند. استفاده از SDLC در لایه پیوند داده به 250 گره در یک بخش با مجموع مسافت 13.2 کیلومتر اجازه می دهد. بیت باس یک گره اصلی و چندین برده( Slave )دارد که برده ها فقط به درخواست های ارباب( Master )پاسخ می دهند. بیت باس مسیریابی را در لایه شبکه تعریف نمی کند. 8044 فقط یک بسته داده نسبتاً کوچک (13 بایت) را مجاز می‌کند، اما مجموعه‌ای کارآمد از وظایف RAC (دسترسی و کنترل از راه دور) و توانایی توسعه وظایف RAC سفارشی را در خود جای داده است. در سال 1990، بیت باس IEEE را به عنوان گذرگاه کنترل سریال سیستم میکروکنترلر (IEEE-1118) پذیرفت.
امروزه BITBUS توسط BEUG - گروه کاربران اروپایی BITBUS نگهداری می شود.
فیلدباس برای تولید اتوماسیون: 
در زمینه اتوماسیون ، الزامات یک فیلدباس پشتیبانی از زمان‌های واکنش کوتاه با تنها چند بیت یا بایت است که بیش از چند صد متر ارسال نمی‌شوند.
MODBUS
در سال 1979 Modicon (اکنون اشنایدر الکتریک) یک گذرگاه سریال برای اتصال کنترل‌کننده‌های منطقی قابل برنامه‌ریزی (PLC) به نام Modbus تعریف کرد. در نسخه اول Modbus از یک کابل دو سیمه با سیگنال های EIA 485 UART استفاده کرد. خود پروتکل، یک پروتکل master/slave بسیار ساده است و تعداد داده ها محدود به آنهایی است که PLC ها در آن زمان درک می کنند. با این وجود، Modbus (با نسخه Modbus-TCP خود) هنوز یکی از پرکاربردترین شبکه های صنعتی، عمدتاً در زمینه ساخت اتوماسیون است.
INTERBUS:
در سال 1987 Phoenix Contact یک گذرگاه سریال برای ورودی ها و خروجی های توزیع شده به یک کنترل کننده متمرکز توسعه داد. کنترل کننده یک فریم را روی یک حلقه فیزیکی ارسال می کند که شامل تمام داده های ورودی و خروجی است. کابل دارای 5 سیم است: در کنار سیگنال زمین دو سیم برای غالب خروجی و دو سیم برای غالب برگشت. با این کابل می توان کل نصب را در یک توپولوژی درختی داشت.
INTERBUS در صنعت تولید با بیش از 22.9 میلیون دستگاه نصب شده در این زمینه بسیار موفق بود. Interbus به فناوری Profinet برای فیلدباس Profinet مبتنی بر اترنت و INTERBUS اکنون توسط Profibus Nutzerorganisation e.V نگهداری می‌شود.
CAN BUS
در طول دهه 1980، برای حل مشکلات ارتباطی بین سیستم های کنترل مختلف در خودروها، شرکت آلمانی Robert Bosch GmbH برای اولین بار شبکه کنترل کننده منطقه (CAN) را توسعه داد. مفهوم CAN این بود که هر دستگاه را می توان با یک مجموعه سیم متصل کرد و هر دستگاهی که متصل است می تواند آزادانه داده ها را با هر دستگاه دیگری مبادله کند. 
DeviceNet توسط شرکت آمریکایی Allen-Bradley (که اکنون متعلق به Rockwell Automation است) و ODVA (Open DeviceNet Vendor Association) به عنوان یک استاندارد فیلد باس باز بر اساس پروتکل CAN توسعه یافته است. DeviceNet در استاندارد اروپایی EN 50325 ،استاندارد شده است. مشخصات و نگهداری استاندارد DeviceNet بر عهده ODVA است. مانند ControlNet و EtherNet/IP، DeviceNet به خانواده شبکه های مبتنی بر CIP تعلق دارد. CIP (پروتکل صنعتی مشترک) لایه کاربردی مشترک این سه شبکه صنعتی را تشکیل می دهد. DeviceNet، ControlNet و Ethernet/IP به خوبی هماهنگ هستند و یک سیستم ارتباطی درجه بندی شده برای سطح مدیریت (EtherNet/IP)، سطح سلول (ControlNet) و سطح میدان (DeviceNet) در اختیار کاربر قرار می دهند. DeviceNet یک سیستم گذرگاه شی گرا است و بر اساس روش تولید کننده/مصرف کننده عمل می کند. دستگاه های DeviceNet می توانند ارباب (master) یا برده (slave) یا هر دو باشند. مشتریان و سرورها می توانند تولید کننده، مصرف کننده یا هر دو باشند.
فیلدباس برای فرآیند اتوماسیون
در اتوماسیون فرآیند به طور سنتی اکثر فرستنده های میدانی از طریق یک حلقه جریان با 4-20 میلی آمپر به دستگاه کنترل متصل می شوند. این اجازه می دهد تا نه تنها مقدار اندازه گیری شده را با سطح جریان منتقل کنید، بلکه تنها با یک کابل دو سیمه به طول بیش از هزار متر، توان الکتریکی مورد نیاز را برای دستگاه فراهم می کند.
WorldFIP
استاندارد FIP بر اساس یک ابتکار فرانسوی در سال 1982 برای تجزیه و تحلیل الزامی برای یک استاندارد فیلد باس آینده است. این مطالعه منجر به ابتکار Eureka اروپایی برای استاندارد فیلد باس در ژوئن 1986 شد که شامل 13 شریک بود. گروه توسعه (réseaux locaux industriels) اولین پیشنهاد را برای استانداردسازی در فرانسه ایجاد کرد. نام فیلد باس FIP در ابتدا به عنوان مخفف فرانسوی "Flux d'Information vers le Processus" داده شد در حالی که بعداً به FIP با نام انگلیسی "Factory Instrumentation Protocol" اشاره کرد.
فیلدباس پایه (FF)
Foundation Fieldbus طی یک دوره چندین ساله توسط انجمن بین المللی اتوماسیون (ISA) با نام SP50 توسعه داده شد. Foundation Fieldbus امروزه از پایگاه نصب شده رو به رشدی در بسیاری از کاربردهای فرآیندهای سنگین مانند پالایش، پتروشیمی، تولید برق، و حتی غذا و نوشیدنی، داروسازی و برنامه های هسته ای برخوردار است.
PROFIBUS-PA
Profibus PA برای ارتباط بین ابزار اندازه گیری و فرآیند، محرک ها و سیستم کنترل فرآیند یا PLC/DCS در مهندسی فرآیند استفاده می شود. Profibus PA یک نسخه Profibus با لایه فیزیکی مناسب برای اتوماسیون است که در آن چندین سگمنت (قطعات PA) با ابزارهای میدانی را می توان از طریق به اصطلاح کوپلر به Profibus DP متصل کرد. کابل دو سیم این بخش ها نه تنها ارتباط، بلکه منبع تغذیه شرکت کنندگان را نیز بر عهده می گیرد (فناوری انتقال MBP).  

## مزیت
مقدار سیم کشی مورد نیاز در فیلدباس بسیار کمتر از تجهیزات 4-20 میلی آمپر می باشد.این به این دلیل است که تعداد زیادی از دستگاه ها تنها یک کابل یکسان را با هم به اشتراک می گذارند برخلاف دستگاه های 4-20 میلی آمپر که هر دستگاه مجموعه کابل های مختص به خود را دارد.که این باعث کاهش هزینه در فیلد باس می شود.به علاوه در یک شبکه فیلدباس به ازای هر دستگاه چندین پارامتر می توانند منتقل بشوند در حالی که در یک اتصال 4-20 میلی آمپر تنها یک پارامتر میتواند منتقل بشود.

## بازار
در سیستم های کنتر فرایندی،بازار بیشتر تحت سلطه تکنولوژی فیلد باس (به انگلیسی: foundation fieldbus) و پروفیباس (به انگلیسی: Profibus PA) می باشد. هر دو تکنولوژی از یک لایه فیزیکی استفاده می کنند اما نمی توانند به جای هم استفاده شوند.به عنوان یک راهنمای کلی،کاربرد هایی که توسط PLC ها کنترل و نظارت  می شوند تمایل به پروفیباس دارند،و کاربردهایی که توسط DCS ها کنترل و نظارت  می شوند تمایل به فیلدباس دارند.تکنولوژی پروفیباس توسط profibus international در دسترس قرار داده شده که مقر آن در کارلسروهه آلمان می باشد.تکنولوژی فیلد باس برای fieldbus foundation می باشد که در آستین،تگزاس قرار دارد.